# Iolu Abil
Iolu Johnson Abil (né le 17 février 1942 sur l'île de Tanna) est un homme d'État vanuatuais. Il est président de la république de Vanuatu du 2 septembre 2009 au 2 septembre 2014, succédant à Kalkot Matas Kelekele.

## Biographie
Iolu Abil est né dans le village de Lauaneai sur l'île de Tanna, dans le condominium des Nouvelles-Hébrides, en 1942. Il est le fils de George Yavinian Abil, gérant de magasin, et de Nassaiu. Son grand-père, Joe Yautim Abil, est alors Yaramara, ou chef de tribu, et lui donne le titre coutumier héréditaire de Yaniniko, ou porte-parole du chef.
Iolu Abil est scolarisé d'abord à Lénakel, principal village de son île natale, jusqu'en 1958 (à l'école élémentaire puis à l'école primaire supérieure), avant de rejoindre le lycée presbytérien d'Onesua sur la côte nord-est d'Éfaté.
Il est Ancien au consistoire de l'Église presbytérienne du Vanuatu.

## Carrière professionnelle
Il rejoint le British national service (BNS) comme inspecteur de coopérative, poste qu'il conserve jusqu'en 1980. Il agit notamment en faveur de la fusion des départements français et britanniques des coopératives. Il parfait également sa formation dans le domaine du développement coopératifs dans les années 1960 et 1979, en Papouasie-Nouvelle-Guinée ausralienne ou aux Fidji britanniques puis au International Co-operative College de Loughborough en Angleterre pendant deux ans. Il suit finalement des cours en administration et gestion pendant trois mois à l'Université du Pacifique Sud (UPS) dans la capitale des Fidji devenues indépendantes, Suva, en 1973.

## Carrière politique

### Carrière ministérielle
Membre du Vanua'aku Pati, principal mouvement indépendantiste anglophone dirigé par le pasteur Walter Lini, il est élu à l'Assemblée des Nouvelles-Hébrides en 1979 pour Tanna. Il a ensuite un poste secondaire dans le premier gouvernement formé par ce dernier après la création de la République du Vanuatu le 30 juillet 1980, en tant que premier secrétaire du ministère des Terres.
Il est par la suite vice-président du Vanua'aku Pati et ministre de l'Intérieur et de la Santé à partir de décembre 1987. Il est le premier vice-président du parti majoritaire à n'être pas nommé Vice-Premier ministre (ce poste n'existe plus entre 1987 et 1991) et est démis par le Premier ministre Walter Lini en juin 1991. Il soutient alors la fronde menée par l'ancien ministre des Affaires étrangères Donald Kalpokas : celui-ci est élu en août 1991 président du Vanua'aku Pati, Iolu Abil devient son vice-président et bras droit, et fait voter une motion de censure contre Lini, qui a créé avec ses partisans le Parti national unifié (NUP) en septembre.
Donald Kalpokas devient le 2e Premier ministre de Vanuatu le 6 septembre 1991, et Iolu Abil retrouve le portefeuille de l'Intérieur, associé cette fois aux Affaires culturelles, tout en devenant Vice-Premier ministre. Mais ce gouvernement est de courte durée : le Vanua'aku Pati perd, pour la première fois depuis l'indépendance, les élections législatives organisées le 2 décembre 1991 au profit de son traditionnel adversaire, l'Union des partis modérés (UPM), plus conservatrice et à majorité francophone, de Maxime Carlot Korman qui devient Premier ministre le 16 décembre. L'UPM conserve la majorité au Parlement du Vanuatu jusqu'en 1998.

### Mise en retrait
Après être passé dans le secteur privé, étant notamment président de la compagnie nationale Air Vanuatu, Iolu Abil est nommé Médiateur de la République (ombudsman) par intérim de novembre 2004 jusqu'en avril 2005.

### Président de la République
Iolu Abil est candidat à l'élection à la présidence de la République en septembre 2009, avec le soutien du Premier ministre de l'époque Edward Natapei (président du Vanua'aku Pati depuis 1999). Mais la coalition de ce dernier, composée du Vanua'aku Pati, du NUP, du Nagriamel, de l'UPM et du Parti républicain de Vanuatu francophone, est divisée.
Au premier tour, le 1er septembre 2009, il n'avait obtenu que 11 voix (dont seulement une partie du Vanua'aku Pati et quelques-uns des six chefs des gouvernements locaux), contre 14 à Kalkot Matas Kelekele (le président sortant, soutenu par le NUP et le Parti républicain) et 16 à Vincent Boulekone (Confédération verte et soutenu alors par la fédération du « Bloc de l'Alliance » de Sato Kilman, alors principale force d'opposition). Les autres candidats à obtenir des voix lors de ce premier tour sont l'avocate Yvette Sam (investie par l'UPM, 7 voix) et Kalo Nial (l'autre candidat soutenu par le Vanua'aku Pati, 7 élus également). Au 2e tour, le 2 septembre 2009, ces deux derniers se désistent en sa faveur et il prend la tête du scrutin avec 26 voix contre 16 à Kalkot Matas Kelekele et 16 toujours à Vincent Boulekone, mais aucun n'arrive encore à la majorité des deux tiers nécessaire pour être élu. Finalement, au troisième tour organisé également le 2 septembre, Iolu Abil est élu avec 41 votes sur 58, contre 16 à Kalkot Matas Kelekele : il a obtenu la totalité des voix du Vanua'aku Pati, de l'UPM mais aussi du « Bloc de l'Alliance ». Une des conséquences de cette élection est de faire éclater la coalition gouvernementale : en novembre 2009, le NUP et le Parti républicain la quitte pour rejoindre l'opposition, tandis que le « Bloc de l'Alliance » rejoint la majorité,.
Il est officiellement investi comme le 7e président du Vanuatu dans la soirée du 2 septembre 2009. Il quitte ses fonctions lorsque son mandat arrive à terme le 2 septembre 2014.

## Voir Aussi
- Notice dans un dictionnaire ou une encyclopédie généraliste :   - Treccani